# Самаєвка (село)
Сама́євка (рос. Самаевка, ерз. Самаевка) — село у складі Ковилкінського району Мордовії, Росія. Входить до складу Клиновського сільського поселення.
Населення — 61 особа (2010; 91 у 2002).
Національний склад станом на 2002 рік:
- росіяни — 99 %